# Précontinent I

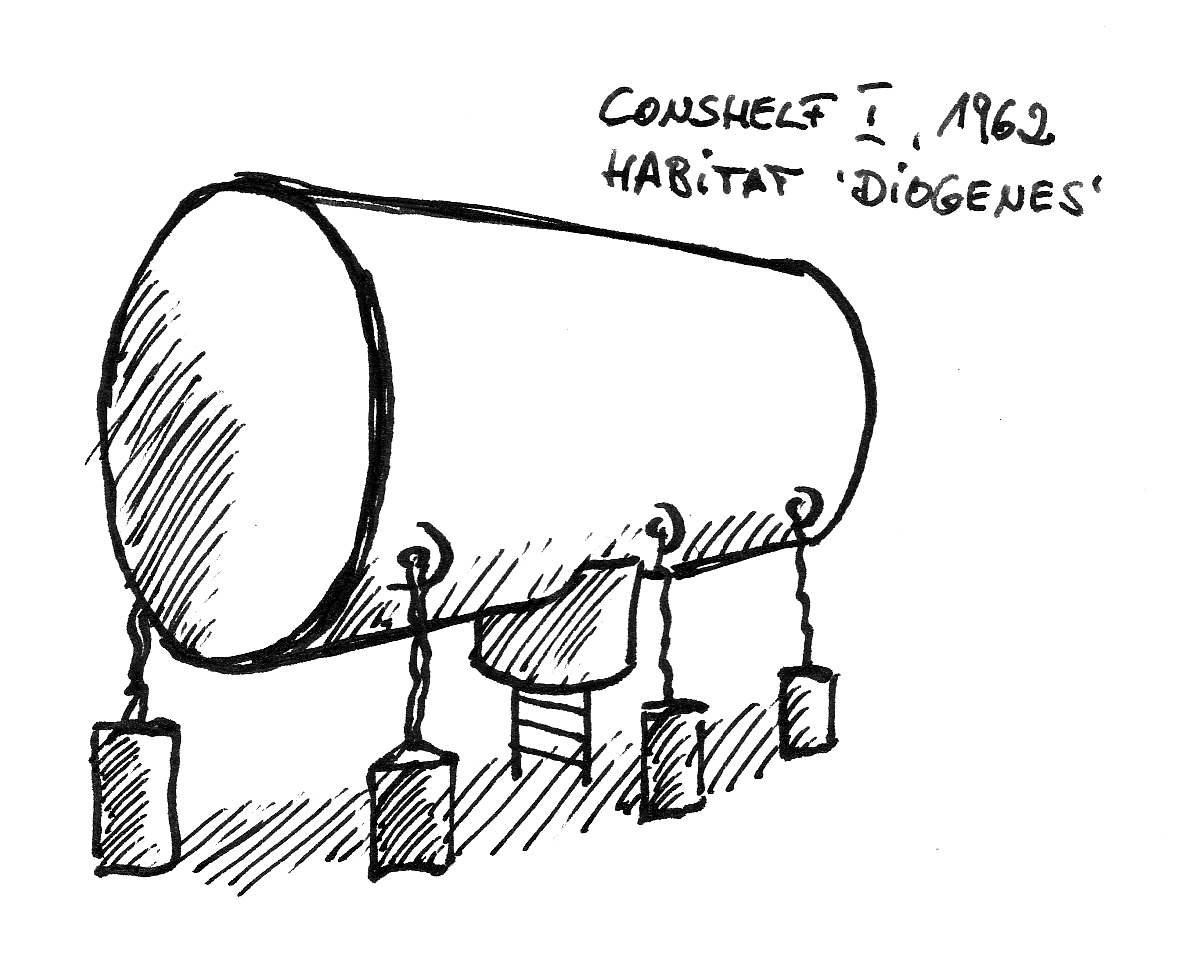
Précontinent I, 1962

Précontinent I ou « Diogène » est le nom du projet de maison sous la mer conçu par Jacques-Yves Cousteau.
Ce projet a été réalisé durant une semaine en face de Marseille.
L'équipage de cette habitation sous-marine fut dénommé océanautes par Jacques-Yves Cousteau.
Albert Falco et Claude Wesly furent les premiers océanautes à vivre sous l'eau sans remonter à la surface.
En janvier 1962 Cousteau commanda aux bureaux de l'OFRS (Office français de recherches sous-marines) de Marseille la construction de sa première maison sous-marine, qu'il appela "Précontinent 1". Cet abri de fortune de forme cylindrique (un "tonneau" qui donna le surnom de "Diogène" à l'opération) mesurait cinq mètres de long, deux mètres et demi de diamètre et fut immergé par 10 mètres de fond.
Le 14 septembre 1962, Cousteau et son équipage plongèrent Précontinent 1 au large de l'île de Frioul, dans l'archipel du Frioul près de Pomègues et du château d'If. Pendant sept jours (jusqu'au 21 septembre) Falco et Wesly vécurent sur un fond de dix mètres ; ils travaillèrent plusieurs heures par jour à la profondeur limite de 25 mètres.
Les deux océanautes remontèrent avec succès à la fin de leur mission. Leur sécurité fut assurée sur terre comme sur mer par Canoe Kensty, André Laban, Jacques Chouteau (médecin), Xavier Fructus (médecin), Gaston Carrere, Roger Chignard et les frères Léandri.
Ce projet sera suivi par Précontinent II et III.